# 1428
| 1428               |
| ------------------ |
| Dødsfald - Fødsler |
|                    |

| Gregoriansk kalender | 1428 MCDXXVIII          |
| Ab urbe condita      | 2181                    |
| Armensk kalender     | 877 ԹՎ ՊՀԷ              |
| Kinesiske kalender   | 4124 – 4125 丁未 – 戊申 |
| Etiopisk kalender    | 1420 – 1421             |
| Jødisk kalender      | 5188 – 5189             |
| Hindukalendere       |                         |
| - Vikram Samvat      | 1483 – 1484             |
| - Shaka Samvat       | 1350 – 1351             |
| - Kali Yuga          | 4529 – 4530             |
| Iransk kalender      | 806 – 807               |
| Islamisk kalender    | 831 – 832               |

Konge i Danmark: Erik 7. 1396-1439
Se også 1428 (tal)

## Begivenheder
- 5. april Den første artilleriduel i Danmark finder sted, da en hanseatisk flåde angriber København. Dermed fik krudtet sin debut i Danmark

## Dødsfald
- 30. august - Kejser Shoko af Japan fra 1412 til sin død (født 12. maj 1401).
- Efteråret - Masaccio, italiensk maler (født 21. december 1401).